# Gurmatkal
Gurmatkal is een panchayatdorp in het district Yadgir van de Indiase staat Karnataka. 

## Demografie
Volgens de Indiase volkstelling van 2001 wonen er 16.927 mensen in Gurmatkal, waarvan 50% mannelijk en 50% vrouwelijk is. De plaats heeft een alfabetiseringsgraad van 50%. 